# Biała flaga (utwór muzyczny)
Biała flaga – utwór muzyczny zespołu Republika z roku 1981. Muzykę skomponował i napisał tekst Grzegorz Ciechowski. Po raz pierwszy zaprezentowany 25 kwietnia 1981 podczas koncertu w toruńskim klubie Od Nowa. Wersja radiowa została nagrana na jesieni 1982. Utwór nigdy nie ukazał się na singlu, nie było go również na pierwszej płycie zespołu Nowe sytuacje.

## Muzyka
Biała Flaga była jednym z pierwszych utworów Republiki, a elementy muzyczne zaprezentowane w piosence towarzyszyły zespołowi jeszcze przez pewien okres – delikatny refren następujący po nacechowanych agresją zwrotkach, rytmiczny fortepian, surowy i chłodny klimat utworu. Biała flaga rozpoczyna się instrumentalnym wstępem, a wokaliście towarzyszą dźwięki fortepianu na zmianę z gitarą, Pod koniec utworu pojawia się solo Ciechowskiego na fortepianie, zbudowane kontrastowo, po ostrej części pierwszej następuje łagodna, liryczna część druga. Początkowo "Biała flaga" była bardzo rozbudowana pod względem kompozycyjnym, w ostatecznej wersji zachowano niewiele w stosunku do wersji oryginalnej. Zrezygnowano z partii solowych Grzegorza Ciechowskiego na flecie, mimo że jak zapewnia Krzywański, na tym instrumencie Ciechowski grał perfekcyjnie, ale pianistą prawdziwym nie był, więc nie miał myślenia pianistycznego i grał to, co wymyślił, ale to co wymyślił, wykonywał perfekcyjnie. 

## Tekst
Piosenka opowiada o kapitulacji, poddaniu się systemowi, który wchłania bojowników, nawet ich nie niszcząc fizycznie, co robi większe wrażenie na odbiorcy niż typowa piosenka o walce.
Pewną kontrowersję wzbudziła fraza co to za pan w tych kulturalnych okularach, kojarząca się z generałem Wojciechem Jaruzelskim. Członek zespołu Zbigniew Krzywański opowiedział, że dziennikarze zasugerowali zmianę, na co zespół przystał bez dyskusji, gdyż utwór w założeniu nie zawierał politycznego przesłania. Bo niby co- że Jaruzelski zdradził ideały swojej młodości? – pytał Krzywański. Ponadto fragment ten zakwestionowała cenzura, a fragment o panu w okularach nabierał szczególnego znaczenia po wprowadzeniu stanu wojennego. W ostatecznej wersji fragment brzmiał: Co to za pan tak kulturalnie odpowiada.... 
W pierwotnej wersji z roku 1981 piosenka zawierała dwa refreny, a ten, z którego zrezygnowano, brzmiał Jeden uczy w szkole tańca, choć o kulach chodzi, drugi jest podstawą państwa, palcem grozi nam.
Na początku lat 90. ukazała się inna wersja tekstowa piosenki, której tematem była emigracja. Zespół wykonywał ją około roku, po czym w roku 1991 wrócił do pierwotnej wersji, która okazała się ponadczasowa.

## Piosenka w kulturze
Na pamiątkę pierwszego wykonania Białej flagi, fani zespołu Republika celebrują dzień 25 kwietnia jako "dzień Białej flagi". 
Piosenka była wykorzystana przez fanów i antyfanów zespołu do haseł, takich jak Biała flaga, czarna wstęga, Republika to potęga i Biała flaga, czarne pasy, Republika to kutasy.
Biała flaga to tytuł albumu Dobrawy Czocher i Hanny Raniszewskiej z 2015 roku.

## Notowania na Liście przebojów Programu Trzeciego
Piosenka zadebiutowała na Liście przebojów Programu Trzeciego 18 grudnia 1982 roku. Na liście utrzymała się przez dziesięć tygodni, w tym pięć tygodni na miejscu pierwszym.
| Notowanie | Utwór         | Pozycja | Zmiana |
| --------- | ------------- | ------- | ------ |
| 35.       | „Biała flaga” | 4       | N      |
| 36/37/38. | „Biała flaga” | 1       | +4     |
| 39.       | „Biała flaga” | 1       | –      |
| 40.       | „Biała flaga” | 1       | _      |
| 41.       | „Biała flaga” | 3       | -2     |
| 42.       | „Biała flaga” | 3       | –      |
| 43.       | „Biała flaga” | 5       | -2     |
| 44.       | „Biała flaga” | 10      | -5     |